# Malcolm Chace
Malcolm Greene Chace (* 12. März 1875 in Valley Falls, Rhode Island; † 16. Juli 1955 in Yarmouth, Massachusetts) war ein US-amerikanischer Tennisspieler.

## Karriere
Chace gewann von 1893 bis 1895 die Intercollegiate Championship im Einzel sowie im Doppel. Die Doppelkonkurrenz des Jahres 1893 gewann er zusammen mit Joseph Clark für die Brown University. In den Jahren 1894 und 1895 siegte er für die Yale University. Chace war der einzige Spieler, der dreimal in Folge die Titel im Einzel sowie im Doppel gewinnen konnte. Dies gelang ihm für zwei verschiedene Universitäten.
Bei den Amerikanischen Tennismeisterschaften 1895 siegte Chace zusammen mit Robert Wrenn gegen Clarence Hobart und Fred Hovey in drei Sätzen mit 7:5, 6:1 und 8:6.
1896 standen die beiden ihren Landsmännern Carr Neel und Sam Neel im Finale gegenüber, unterlagen ihnen jedoch in fünf Sätzen mit 3:6, 6:1, 1:6, 6:3 und 1:6.
Im Einzel erreichte er 1894 das Halbfinale, scheiterte jedoch an William Larned.
Im Jahr 1961 wurde Chace postum in die International Tennis Hall of Fame aufgenommen.